# リチャード・シーマン
リチャード・ジョン・ビーティー・シーマン（Richard John Beattie Seaman、1913年2月4日 - 1939年6月25日）は、イギリスはイングランドのレーシングドライバー。
1937年から1939年にかけてメルセデス・ベンツチームのワークスドライバーとしてグランプリレース（ヨーロッパ・ドライバーズ選手権）を戦い、1939年ベルギーグランプリで事故死した。
「ディック・シーマン（Dick Seaman）」の通称でも知られる。

## 経歴
ウェスト・サセックス州チチェスター近郊のアルディングボーンハウスで、資産家のウィリアム・ジョン・ビーティ―・シーマンとリリアン・シーマンの息子として生まれた。
シーマンは子供時代はロンドンのナイツブリッジで育ち、運転手付きの自家用車（デイムラーのサルーン）で学校に通学していたことから、自動車に興味を持つようになった。1925年に一家はサフォーク州ロングメルフォードにあるケントウェルホールに転居した。1926年からラグビー校に通い、その後、ケンブリッジ大学のトリニティカレッジに進学した。
トリニティカレッジに入る直前の1931年7月、シーマンはモルヴァン丘陵で開催されたシェルズリー・ウォルシュ・スピードヒルクライムで、レースに初めて出場した。このレースでシーマンは2位に入り、優勝したのはアメリカの富豪の息子で、やはりケンブリッジの学生だったホイットニー・ストレイトだった。10月に入学したシーマンは、ストレイトの影響で飛行機の操縦を覚えたり自動車レースにのめり込んだりするようになり、翌年には同大学の自動車クラブにも加入した。1933年にストレイトがチームを設立し、シーマンはそのチームで走るようになる。
両親はシーマンが国会議員か弁護士になるよう望んでいたが、1934年、シーマンはレーシングドライバーになることを決意し、母リリアンに購入してもらったMGの車両でドライバーとしてのキャリアを本格的に開始する。1935年、ストレイトがレースチームを畳もうとしていたことを機会として、父ウィリアムは息子の道楽を今度こそやめさせようとするが、持病から心不全を起こし、多くの財産を遺して死去した。父は息子が相続できる年齢を27歳と設定していたことから、財産は母によって管理され、シーマンのその後のレース活動は母を頼ることになる。

### レーシングドライバー
1.5リッターのヴォワチュレットレースに参戦するようになったシーマンは、自身のイングリッシュ・レーシング・オートモビルズ（ERA）やドラージュの車両をジュリオ・ランポーニに改造させて、レースに出場した。同時に、ハイドパーク近くに実家が持っていた厩舎をガレージとし、ロフティー・イングランド、ジョック・フィンレイソン（Jock Finlayson）という二人の優秀な整備士を雇った。
1936年にかけて、ヨーロッパで開催されている小排気量のジュニアクラスで腕を磨き、並行してイギリスにおいても小さなレースに出場して、それぞれのレースで優勝を重ねた。この時期にトリニティカレッジに入ったプリンス・ビラとは、友人でありライバルとなる。

#### 1936年・メルセデスチームのオーディション
シーマンはステップアップを夢見るが、当時の自動車レースの最高峰であるヨーロッパ・ドライバーズ選手権をはじめとするトップクラスのレースではドイツのメルセデス・ベンツとアウトウニオンが圧倒的に強く、イタリア、フランスのチームでも歯が立たず、さらに弱体のイギリス車ではこれ以上のステップアップは望みようがなかった。
1936年11月、メルセデスチームを率いてグランプリレースを戦っていたアルフレート・ノイバウアーは、ドライバーの補強を行うための大規模なオーディションをドイツ・ニュルブルクリンクで開催した。シーマンも招待され、友人のクリスティアン・カウツとともにこのオーディションに参加し、ニュルブルクリンク（北コース）で好タイムを出したことでノイバウアーに見出され、正式な加入オファーが提示された。
当時、イギリスとナチス・ドイツとの間では緊張が高まっていたことから、シーマンの母は同チームへの加入に反対したが、シーマンはそれを押し切り、1937年2月にメルセデスチームと契約を結んだ。3月にはモンツァでもテストが行われ、シーマンは正式にリザーブドライバーとなる。この際、イギリス人のシーマンを加入させることについて、メルセデスチームはアドルフ・ヒトラーの承認を必要とした。

#### 1937年・デビューと負傷
メルセデスチームにおけるシーマンは、5月の非選手権のトリポリグランプリでデビューを飾り、このレースはトラブルによりリタイアに終わったものの、途中、チームメイトのヘルマン・ラングの後ろ、エースであるルドルフ・カラツィオラの前の2位で走行し、レギュラードライバーと遜色ない速さで走れることを証明してみせた。7月初めにアメリカ合衆国で開催されたヴァンダービルト杯では、英語を母国語とすることから遠征するドライバーの一人に抜擢されて参戦し、このレースでアウトウニオンのベルント・ローゼマイヤーに次ぐ2位表彰台に立ってみせた。
しかし、肝心のヨーロッパ・ドライバーズ選手権のデビューは順調なものとはいかなかった。7月に開催されたドイツグランプリでデビューしたが、このレースでシーマンはアウトウニオンのエルンスト・フォン・デリウスの死亡事故の当事者となる。シーマンに対してオーバーテイクを仕掛けたデリウスはコントロールを失ってコースを塞ぎ、シーマンはそれに追突する直前に車外に投げ出されたため、重傷こそ負わなかったものの、鼻、腕、手首、親指、胸といった複数を骨折する怪我を負ってしまう。この負傷が響いて、シーマンは続くモナコグランプリとスイスグランプリの欠場を余儀なくされた。
9月のイタリアグランプリで復帰し、このレースで4位入賞を果たした。同月の非選手権のマサリクグランプリでもチームメイトに次ぐ成績を残し、復調を印象付けることとなる。

#### 1938年・最良のシーズン
1938年はシーマンにとって最良のシーズンとなり、7月のドイツグランプリでは、チームメイトのマンフレート・フォン・ブラウヒッチュとの争いを制してグランプリ初優勝を遂げる。
このレースはチームにとっての母国グランプリであることから、ノイバウアーは必勝を期し、ドライバーたちにコース上でチームメイト間で争うことを禁じるチームオーダーを出していた。シーマンはレース中盤までにファステストラップを記録するほどの速さを示していたものの、わずかに先行して首位を走るブラウヒッチュに仕掛けるわけにはいかず、ブラウヒッチュの直後にぴったりと張り付いてレースを進め、ブラウヒッチュと同時にピットインした。ブラウヒッチュからシーマンが近すぎると苦情を受けたノイバウアーは、チームの1-2フィニッシュを達成するため、シーマンにはもう少し離れて走るよう改めて注意を与えた。しかし、そんな話をしていたところ、ブラウヒッチュの車両が火災に見舞われるというアクシデントがあったことから、問題なくピットアウトしたシーマンが逆転することになり、その点では運が味方した勝利だった。
この優勝はナチス政権下のドイツグランプリでイギリス人ドライバーが優勝したものとして有名になり、シーマンはこの結果に気を良くしたアドルフ・ヒトラーのお気に入りのドライバーの一人となる。続くスイスグランプリでは、豪雨となったレースで「レーゲンマイスター」（雨の名手）のカラツィオラに次ぐ2位となって再び実力を示した。このレースはシーマンにとって生涯最高のドライビングだったと評す者もいる。

#### 1939年・死亡事故

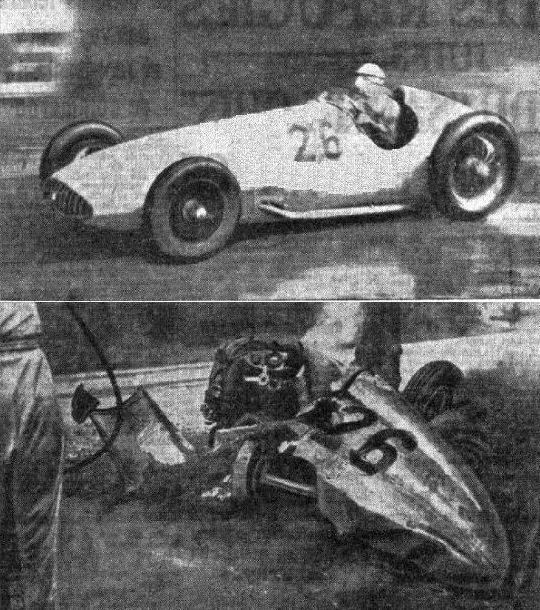
ベルギーグランプリのシーマンと、事故で大破したW154

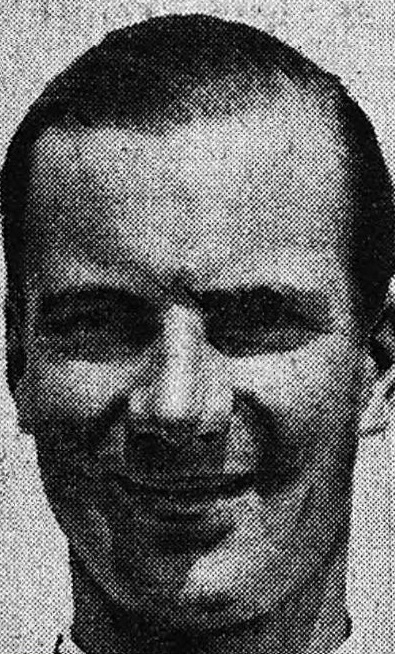
死の年のシーマン

この年はシーマンにとっては始まりが遅くなり、5月に開催された非選手権レースのアイフェルレンネンが初戦となった。そして、6月末、ヨーロッパ選手権の初戦であるベルギーグランプリを迎えた。
スパ・フランコルシャンを舞台とするこのレースはスタート時は曇天だったが、レース中は断続的に続く大雨に見舞われた。ラングと首位を争っていたシーマンは、22周目のクラブハウスコーナーを高速で回ろうとして横滑りし、コース外の木に車両側部をぶつける形で時速200kmで激しく衝突した。この時の衝撃で燃料系統が破損し、車外にガソリンが漏れて発火した。右腕が折れたシーマンは車から脱出しようにもステアリングをうまく外せず、やがて気を失い、周囲の者たちも激しい炎により救助に手間取ることとなる。最終的に勇敢なベルギー人の観客たちが火中からシーマンを救い出したが、全身のおよそ60%に火傷を負ったことは致命傷となり、シーマンは事故から6時間後の6月25日夜に死去した。26歳の早すぎる死だった。

23周目、ラ・ソースのヘアピンカーブのすぐ手前で不幸なできごとが発生した。
シーマンは滑りやすい危険なカーブにオーバースピードで突っ込んだ。車輪が走路の縁の路面のゆるんだところに乗ってスキッドを始め、すごい勢いで後ろから樹にぶち当たり、それから横向きになってまた樹に当たった。車は四輪を地面につけたままで停止した。衝突のショックで燃料パイプが破れ、燃料が灼熱した排気管の上に流れ出した。数秒後には、車体は炎に包まれていた。
恐らくシーマンは逃げ出そうとしたのだろう。しかし、後でわかったところでは、彼は腎臓にひどい負傷をし、右腕の骨も折れていた。また、彼はショックで意識を失い、空気が揺れ動くのも、ひどい熱にも気がつかなかったものとみられる。
—『カラツィオラ自伝』中の「シーマンの死」より

病院で意識を回復したシーマンは、死の床に見舞いに訪れたルドルフ・ウーレンハウトに「（雨の中）速く走りすぎた。完全に私のミスだった。すまない」と詫びたという。また、妻のエリカに対しては「こんな脅かしててすまない。今晩、映画館に連れていけなくなった」と冗談を言い、自然に陽気に話そうと努めていた。
シーマンは「シルバーアロー」時代のメルセデスチームにとって、唯一のレース中の死者となった。シーマンの葬儀はその死の5日後の6月30日にロンドンで営まれ、その遺体はロンドンのパットニー・ヴェール墓地に葬られた。

### 死後
シーマンはヘンリー・シーグレーブと並んで戦前に最も活躍したイギリス人ドライバーとして讃えられることとなる。また、メルセデス・ベンツのワークスドライバーとして活躍したイギリス人として、後のスターリング・モス、ルイス・ハミルトンとともに名を挙げられるようになる。

## レース戦績

### AIACRヨーロッパ選手権
| 年   | 所属チーム            | 車両                     | 1       | 2       | 3      | 4       | 5     | EDC      | ポイント |
| ---- | --------------------- | ------------------------ | ------- | ------- | ------ | ------- | ----- | -------- | -------- |
| 1936 | スクーデリア・トリノ  | マセラティ・V8RI         | MON     | GER Ret | SUI    | ITA     |       | 28位     | 31       |
| 1937 | ダイムラー・ベンツ AG | メルセデス・ベンツ・W125 | BEL     | GER Ret | MON WD | SUI     | ITA 4 | 15位     | 34       |
| 1938 | ダイムラー・ベンツ AG | メルセデス・ベンツ・W154 | FRA     | GER 1   | SUI 2  | ITA Ret |       | 4位      | 18       |
| 1939 | ダイムラー・ベンツ AG | メルセデス・ベンツ・W154 | BEL Ret | FRA     | GER    | SUI     |       | – (25位) | – (29)   |

- 太字はポールポジション、斜字はファステストラップ。
- 1939年のヨーロッパ・ドライバーズ選手権は8月に開催されたスイスGPを最後に中止されたため、統括団体のAIACRは正式なランキングを発表していない。前年と同じルールでポイント換算した場合の順位とポイントを( )内に示した。

## 評価
プリンス・ビラのマネージャーで、シーマンの友人であるチュラ・チャクラポン（プリンス・チュラ）はシーマンを「イギリスが生み出した中で、おそらくこれまでで最高のレーシングドライバー」と評した。ノイバウアーは「シーマンよりも偉大なレーシングドライバーを私は知っているが、彼よりも才能に恵まれ、彼よりも献身的なドライバーを私は知らない」と語っている。

## 人物
資産家の家に生まれ、当時のイギリスのエリートとしての教育を受けたが、シーマン個人にはスノッブなところがなかった。
シーマンは当時のイギリス人としては珍しく、若い頃からヨーロッパや遠く南アフリカまで旅をして回り、これも当時外国を旅行して回ったイギリス人の多くと異なり、そうした異国の地について恐怖心や否定的な感情というものを示すことがなかった。
性格は、他のチームメイトたちと比べて、冷静なものであったと証言されている。メルセデスチームに加入した1937年は計3台のW125を大破させ、この内の2つは必ずしもシーマンに落ち度があるものではなかったが、自分に瑕疵があった可能性を洞察した姿勢は、ノイバウアーに感銘を与えた。カラツィオラはシーマンのレース運びを氷のように冷静と評している。

### ナチス・ドイツとの関係
シーマンは、ナチス・ドイツとイギリスの間の対立が激化するという1930年代後半の政治情勢の中、「ナチスのチーム」として知られたメルセデスチームで走った「イギリス人」という側面から語られることの多い人物である。
シーマン本人は政治的な信条というものは持っていなかったと考えられている。ナチス・ドイツとイギリスの対立により、イギリス人の自分がドイツの会社であるダイムラー・ベンツで働くことが難しくなってきているという状況には憤りを見せたものの、政治情勢そのものについては特に批判などをしていない。レースと政治を分けた考えをしていたようであり、ドイツ経済を立て直したことなど、シーマンの観点からヒトラーやナチスの功績と感じたことを、率直に賞賛する内容の手紙をイギリスの知人に送ったりもしている。ドイツの自動車レースを管轄していた国家社会主義自動車軍団（NSKK）から求められれば、ドイツを代表するチームのドライバーとしてナチス式敬礼もしており、1938年ドイツグランプリで優勝した際は、NSKKのヒューンラインに促されて遠慮がちなナチス式敬礼を行っている。
シーマンはその短い人生を自己中心的、野心的に送り、それらはレースのためという素朴な動機から発し、トラウマなどとも無縁だった。メルセデスチーム、そしてナチス・ドイツとの間で、「悪魔の契約」を結んだとして非難されることもあるが、それらは政治情勢にあまり関心がないことによるものだったようである。
1939年初めには政治状況の悪化を憂慮してイギリスに帰ることも考えるが、イギリスの知人たちからはむしろドイツとの付き合いは今の情勢では貴重だから残ったほうがよいと説得されて、思いとどまっている。実際問題として、当時のナチス・ドイツ政府は資産を国外に持ち出すことを禁止していたため、この時に既に母リリアンと絶縁していて、ドライバーとしての収入しか持たないシーマンは生活を維持するためにもドイツを離れるわけにはいかなかった。
1939年6月30日にロンドンでシーマンの葬儀が行われた際は、ヒトラーの名で巨大な花環（リース）が贈られた。

### チームメイトたちとの関係
裕福な家柄のシーマンは、似た境遇のマンフレート・フォン・ブラウヒッチュとルドルフ・カラツィオラとは意気投合することとなる。シーマンはカラツィオラの妙技を賞賛し、ブラウヒッチュにはそのユンカー（地主貴族）らしい気質に面白味を見つけた。労働階級出身のヘルマン・ラングは、ドイツの階級意識のため、ブラウヒッチュとカラツィオラから見下されていたが、シーマンはラングと親密な友情を築いた。チームメイト全員と友好関係を築いたシーマンは、その機転と冷静さから、ブラウヒッチュとラングの間で喧嘩があればそれを止め、チームの中では緩衝材といった役割を持つことになった。
ドイツ語はチームに在籍している間にかなり流暢に話すことができるようになったが、それまでは、母親がイギリス人で自身もロンドン生まれのルドルフ・ウーレンハウトを介してチームメイトと意思疎通することもあった。

### エリカ・ポップとの結婚

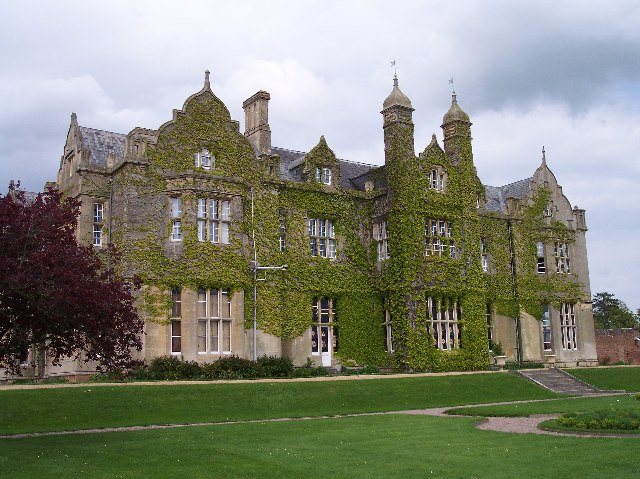
シーマン家が1933年から住んでいたプルコート。

1938年6月、シーマンはBMWの重役フランツ・ヨーゼフ・ポッツの娘であるエリカ・ポップと出会い、二人は恋に落ちる。エリカの父親はレーシングドライバーが不安定な職業であることを知っていたことから、当初は難色を示したが、娘の決意が固いことを見て折れた。エリカは流暢な英語を話し、シーマンの母リリアンも彼女個人のことはとても気に入るが、イギリスとドイツの間で対立が深まる情勢であったことから、シーマンの母は二人が結婚することには猛反対した。1938年10月末、ドニントングランプリのためイギリスを訪れていたシーマンは、結婚を認めるよう母と話し合うが平行線となり、もう再び会うことがないとも知らず、シーマンと母は和解せぬまま別れた。1938年12月7日、シーマンとエリカ・ポップは結婚した。
シーマンの死後、エリカ・シーマンはイギリスとアメリカ合衆国に移り住んだ後、ドイツに帰って再婚した。再婚後も、シーマンから贈られた婚約指輪は外さずにいたという。
母リリアンは1948年に死去するまで、息子のことを悼み続けた。母の死後、シーマン家が住んでいたウスターシャーのプルコートと呼ばれた邸宅は人手に渡り、1962年以降はインデペンデント・スクールのブレドンスクールの施設として使われている。

### 1938年ドイツグランプリのピットアウト
首位を争い、同時にピットインしたブラウヒッチュの車両が火災を起こした時、すでに整備を終えていたシーマンはいつでもピットアウトすることができたが、そうはしなかった。直前にノイバウアーから命じられたチームオーダーが腹に据えかねていたシーマンは、早くスタートしろと叫ぶノイバウアーに「フォン・ブラウヒッチュを追いかけるなっておっしゃったでしょう」と言い返したとされる。

### 不吉な「13」
シーマンは「13」という数字を不吉なものとする迷信（13 (忌み数)）を抱いていたとノイバウアーは語っている。シーマンは「13」と付けられた部屋には決して泊まらなかったし、カーナンバー「13」の車にも乗らないようにしていた。シーマンが関わった事故には「13」と関連付けて語られているものもある。
- 1937年コッパ・アチェルボ

シーマンは7月のドイツグランプリで負った怪我も完治しない状態で、8月のコッパ・アチェルボに参戦した。8月13日（金曜日）に行われた練習走行で、ブレーキに不具合が発生してペスカーラ・サーキットの13km地点で壁に衝突して車両を大破させてしまい、レースへの参戦は不可能となった。メルセデスチームはわずか3週間の間に2台のW125を全損してしまい、最も若いシーマンが参戦する機会はさらに遠のくことになった。
- 1939年ベルギーグランプリ

シーマンが死去したこのレースの出走台数は13台、エントリーリストでシーマンは13番目、死亡事故の起きたコーナーはコースの13km地点にあり、シーマンに割り当てられたカーナンバーは13の倍数である26で、それはその時のシーマンの年齢でもあった。シーマンが死去した時の病室は39号室で、これも13の倍数であった。